# Xã Ganges, Michigan
Xã Ganges (tiếng Anh: Ganges Township) là một xã thuộc quận Allegan, tiểu bang Michigan, Hoa Kỳ. Năm 2010, dân số của xã này là 2.530 người.